# 이종호 (1885년)
이종호(李鍾浩, 1885년~1932년)는 함경도 명천군 출신의 독립운동가이다. 고려대학교의 전신인 보성학교의 설립자 이용익의 손자이다. 조부의 사망으로 보성학교 2대 교주를 맡았으나 한일병탄으로 학교를 천도교에 넘기고 연해주로 망명했다.
1907년 이준, 이동휘 등 함경도의 유지들과 함께 한북흥학회를 조직하였으며, 이어 이 학회에 속성사범과를 설치하여 소학교 교원을 양성하였다.
당시 일제의 한국통감부는 학부를 통하여 보성전문학교를 일제 산하로 관립화 또는 예속화하려고 하였다. 이를 위해 통감부는 학교 경비의 부족액을 기부하겠다는 회유책을 폈었다. 이종호는 이를 단호하게 거절하였다. 그 뒤로도 통감부의 지속적인 권유와 위협이 계속되었다. 하지만 이종호는 이를 받아들이지 않았다. 그러자 통감부는 안중근사건연루혐의라는 죄목으로 이종호를 안창호, 이갑 등과 함께 붙잡기도 하였다.
이종호는 이동휘가 강화도에 세웠던 보창학교에 거액을 희사했다. 이동휘는 을사늑약이후 국권회복운동을 하던 서우학회와 한북학회를 서북학회로 통합했고,이종호는 서북학회의 자금을 댔다. 
신민회 활동에 이어 연해주에서 권업회 활동을 했다. 권업회는 제1차세계대전으로 러시아와 일제가 동맹국이 되자 탄압을 받으며 해산되었다.
독립운동의 공을 인정받아 1962년 3월 1일 건국훈장 독립장에 추서되었고, 군사정권기의 혼란으로 후손들에게 전해지지 않다가 2004년 11월 추서 42년만에 후손들에게 전해졌다.